# 瓦泽耶-利芒德尔
瓦泽耶-利芒德尔（法語：Vazeilles-Limandre，法語發音：[vazɛj limɑ̃dʁ]）是法国上卢瓦尔省的一个市镇，位于该省中部略偏西，属于勒皮区。该市镇由利芒德尔（Limandre）、上瓦泽耶（Vazeilles-Haut）和下瓦泽耶（Vazeilles-Bas）等村庄组成。

## 地理
瓦泽耶-利芒德尔（45°6'50"N, 3°41'54"E）面积11.72 平方千米，位于法国奥弗涅-罗讷-阿尔卑斯大区上盧瓦爾省，该省份为法国中南部省份，北起多姆山省和卢瓦尔省，西接康塔爾省，南至洛泽尔省，东临阿尔代什省。
与瓦泽耶-利芒德尔接壤的市镇（或旧市镇、城区）包括：维萨克-欧泰拉克、菲克斯圣热内、利萨克、卢德、圣让德奈、韦尔纳萨勒。

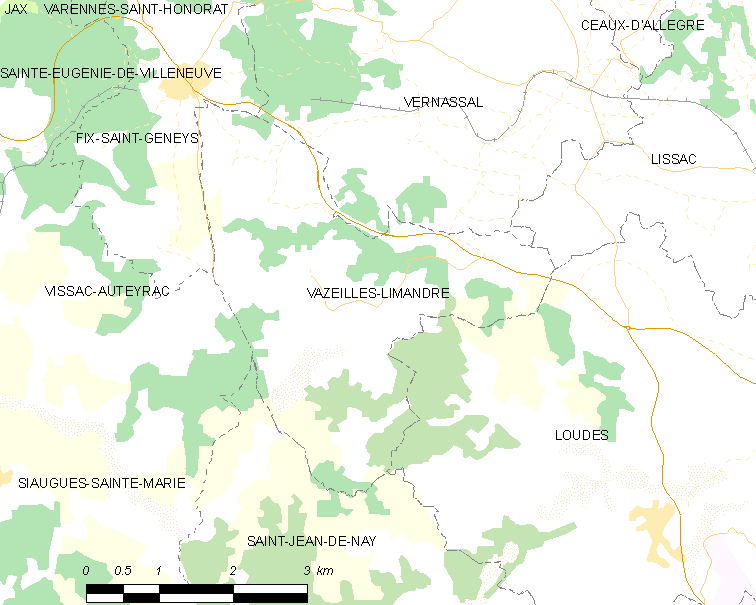
瓦泽耶-利芒德尔的OSM定位图

瓦泽耶-利芒德尔的时区为UTC+01:00、UTC+02:00（夏令时）。

## 行政
瓦泽耶-利芒德尔的邮政编码为43320，INSEE市镇编码为43254。

## 政治
瓦泽耶-利芒德尔所属的省级选区为圣波利安县。

## 人口

1962-2008年间瓦泽耶-利芒德尔人口变化图示

瓦泽耶-利芒德尔于2022年1月1日时的人口数量为265人。